# خصين

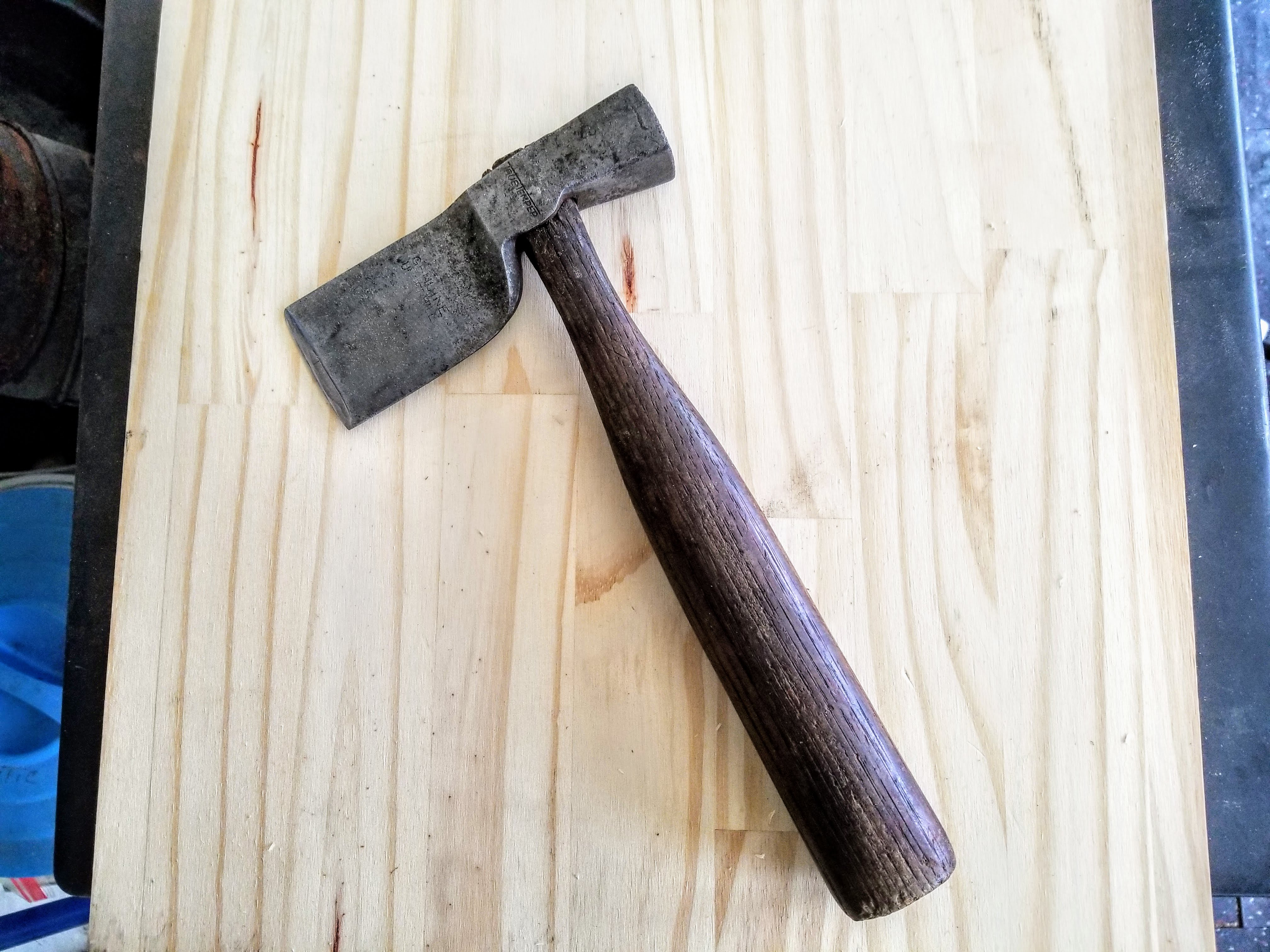
خصين أو بليطة

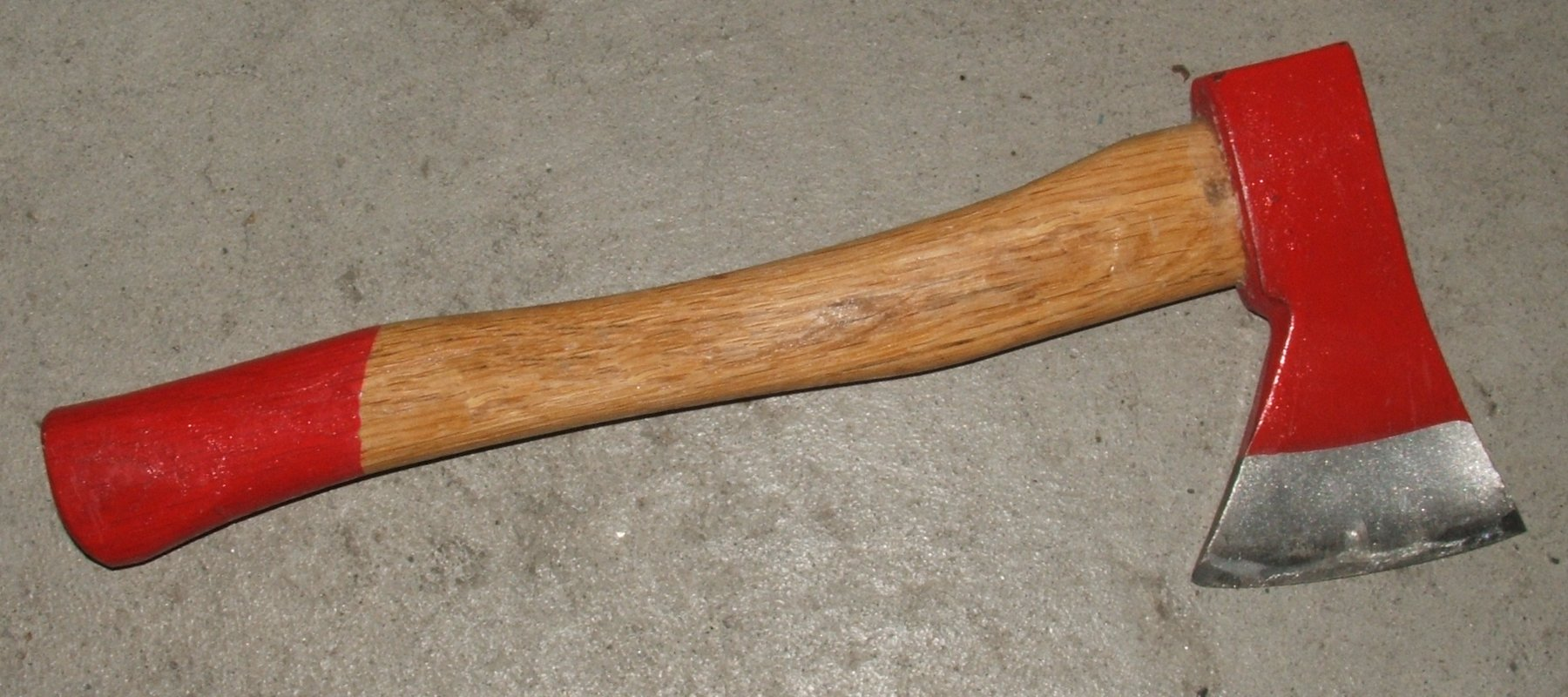
الفأس لها جانب حاد واحد، لا رأس مطرقة في الجانب الآخر

خَصين (جمع: خُصًن وأَخْصُن) أو بُلَيْطَة هي أداة ضرب بيد واحدة، لنصلها شفرة حادة في جانب تستخدم لقطع الخشب وتقسيمه، ورأس مطرقة في الجانب الآخر. يمكن أيضًا استخدام الخصين لنجر الخشب ونحته عند صنع أسطح مفلطحة على جذوع الأشجار المقطوعة.

## في اللغة
الخَصِين في اللغة هي الفأس الصغيرة. أما البُلَيْطَة فهي تصغير بلطة، والبَلْطَة فهي فأس يُقطع بها الخشب ونحوه وهي دخيلة.